# Глубокое (Опочецкий район)
Глубо́кое — деревня в Опочецком районе Псковской области России. С 1995 до 2015 года — административный центр Глубоковской волости.

## География
Расположена на северном и восточном берегах озера Глубокое — самого глубокого во всей области.

## Население
| 2001 | 2002 | 2010 | 2013 | 2014 | 2015 | 2016 |
| ---- | ---- | ---- | ---- | ---- | ---- | ---- |
| 464  | ↘388 | ↘248 | ↗346 | →346 | ↘324 | ↘309 |

Численность населения по оценке на конец 2000 года составляла 464 жителя, на начало 2013 года — 346 жителей.

## История
Впервые село Глубокое упоминается в Писцовой книге 1585 года.
В дальнейшем село принадлежало Разумовским, от которых вместе с другими 11 деревнями перешло во владение генерал-майору В. В. Чичагову (сыну В. Я. Чичагова).
В 1830 году село купил князь Михаил Александрович Дондуков-Корсаков (о котором А. С. Пушкин зло писал: «В Академии наук заседает князь Дундук»). На части купленной земли, в гористой местности, изобиловавшей хвойными лесами с видом на озеро, князь начал строительство усадьбы. Вначале был построен небольшой одноэтажный деревянный дом, затем рядом с ним — ещё один такой же, а позднее они были соединены большой сквозной гостиной с балконом, обращённым к озеру, а также были надстроены ещё два этажа В доме имелось большое количество наружных и внутренних лестниц, несколько разной высоты комнат, резные колонны, поддерживающие потолки. Кроме того, в доме находилась картинная галерея из 130 полотен голландской, фламандской и итальянской школ XVI—XVII веков, в том числе работы Джорджоне, Гвидо Рени и Рафаэля Менгса, подаренных князю его тестем Н. И. Дондуковым-Корсаковым. Спуск от дома к озеру был устроен в виде ряда террас, из которых первые две были с клумбами из цветов, а последняя - с цветущими кустарниками. С северной и южной сторон дома был распланирован сад с группами кустов сирени, жасмина, роз и акаций, были посажены две аллеи — при въезде в усадьбу дубовая, а вдоль насыпной приподнятой дорожки с цветочными вазонами, по которой подъезжали к дому — кленовая. Располагаясь на высоком склоне к озеру, усадебный парк сливался с окружающим ландшафтом и плавно в него переходил.
Вскоре в усадьбе было построено ещё два каменных дома, а из камня и красного кирпича, производимого в имении, были построены хозяйственные постройки: конюшня, скотный двор, хранилища, амбары, дома для прислуги, ветряная мельница, прачечная, а на берегу озера — винокуренный завод. В центре села была построена стеклянная оранжерея в 50 метров длиной и 12 высотой, в которой росли росли апельсины и лимоны. Перешеек между двумя озёрами князь соединил каналом с каменным мостом, а на мысах, называвшихся «Матапан», «Акритас», «Суньон» и заливах озера Глубокое были возведены греческие храмы в руинах.

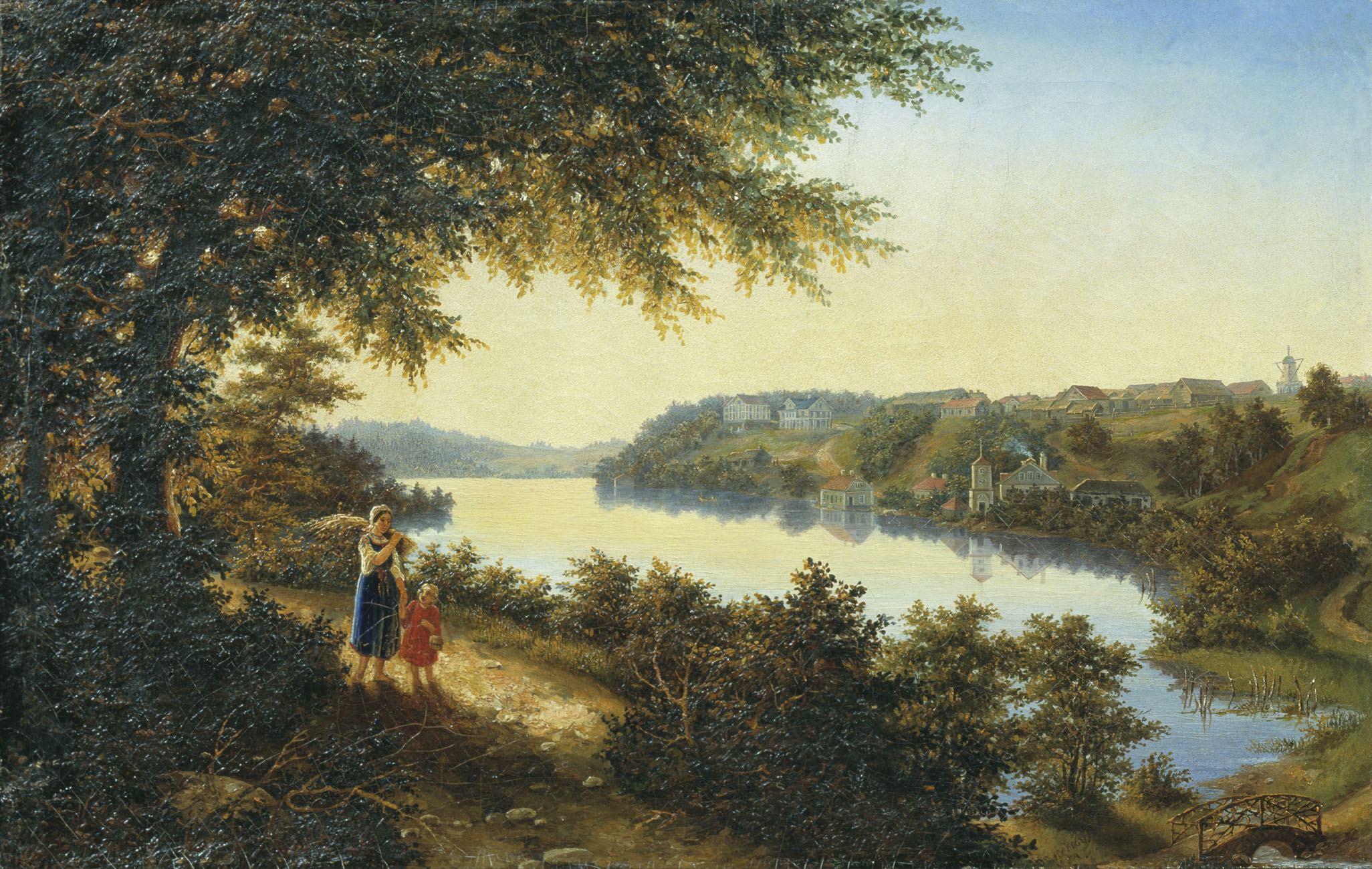
А. Я. Волосков. «Имение Глубокое». 1844 год

В 1853 году в селе была освящена Казанская церковь, строителем которой значился сын Михаила Александровича — Александр. Рядом с церковью были возведены «Святые ворота» с рельефом, изображающим благословляющего Христа. От церкви, по верху «Святых ворот», проходила специально построенная вокруг всего озера дорога к барскому дому. В 1857 году усилиями дочери князя Марии в селе была открыта школа, в которой уже в следующем году обучалось 30 мальчиков и несколько девочек в возрасте от 8 до 10 лет, а в 1860 году была открыта ещё одна школа для подготовки учителей сельских школ, в которой княжна преподавала сама. Её же усилиями в селе была открыта больница.
Князь Михаил Александрович, находясь на государственной службе в Санкт-Петербурге, уделял развитию усадьбы большое значение, приглашая запечатлеть красоту здешних мест даже художников Академии художеств, например Алексея Волоскова, а после выхода в отставку в 1861 году окончательно поселился в Глубоком.

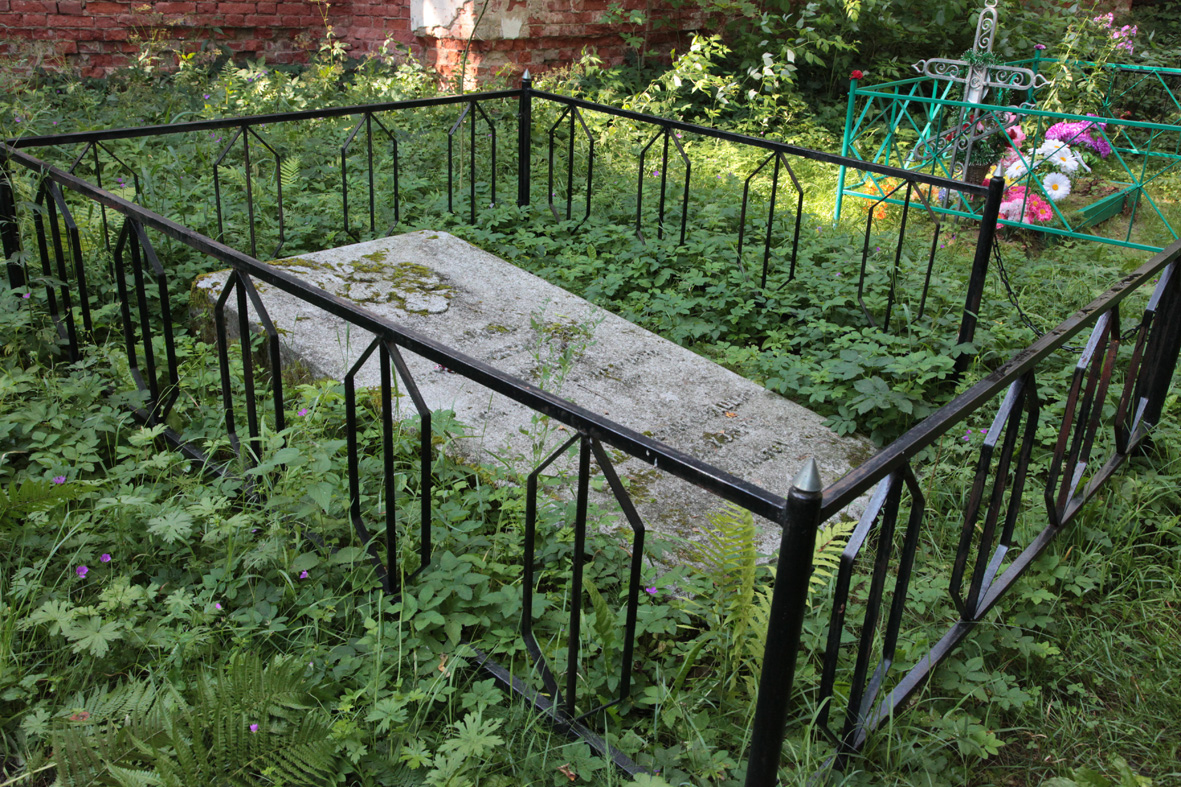
Могила П. А. Гейдена в Глубоком. Восстановлена в 2003 году

В 1865 году состоялась свадьба дочери князя Михаила Александроича Софьи и графа Пётра Александровича Гейдена, а в 1892 году семья переселилась в Глубокое. Талант графа совмещать знания с практикой проявился в организации собственного хозяйства, которое было самым передовым в губернии. Восьмипольный севооборот, своё племенное стадо, маслобойня, винокуренный и фанерный заводы — все это входило в имение Глубокое. После смерти в 1907 году граф был похоронен в Глубоком у Казанской церкви.
Сразу после революции началось разрушение усадьбы. Так, газета газета «Красный Набат» в августе 1919 года писала:

В Опочецком уезде есть имение Глубокое, оно отведено под советское хозяйство. Но барский дом в заброшенном виде, все ценные вещи разграблены. Имеющийся при имении фанерный завод также забыт и заброшен. Хорошие, новые станки, которые могли быть приспособлены к другой работе, стоят без применения, приходят в негодность. Была на заводе динамо-машина, её похитили. Винокуренный завод в имении также заброшен: паровые котлы разрушаются, слесарные принадлежности и части исчезают. Местные власти не принимают мер к охране.

Впоследствии в усадьбе разместился приют для сирот, а в 1929 году она сгорела. Церковь Казанской Божьей Матери в 30-е годы XX века была разорена, а в годы Великой Отечественной войны разрушена немцами.

## Улицы
Улицы:
| - Александра Васильева - Весёлая - Еловская - Новая - Олимпийская | - Полярная - Почтовая - Садовая - Сущевская - Трудовая |

## Комментарии
1. ↑  В докладной записке Ф. О. Паулуччи сообщается, что генерал-майор Чичагов купил поместье в Опочецком уезде Псковской губернии в 1824 году. Там же сообщается о волнениях крестьян недовольных его управлением и об их наказании Чичаговым. Архивировано из оригинала 28 мая 2013 года.. Возможно, именно недовольство крестьян стало причиной скорой продажи поместья. С другой стороны, по одним источникам поместье было продано в 1830 году Архивная копия от 30 сентября 2013 на Wayback Machine, в то время как сам В. В. Чичагов скончался в 1826 году Архивная копия от 10 июня 2015 на Wayback Machine. Речь может идти и о другом Чичагов, Василий Васильевич // Большая русская биографическая энциклопедия (электронное издание). — Версия 3.0. — М.: Бизнессофт, ИДДК, 2007., так как сын В. Я. Чичагова звания «генерал-майор» не носил, а был уволен со службы в 1797 году в чине капитана I ранга и с 1814 года в России не проживал.
2. ↑  Названа в честь уроженца Глубокого Александра Петровича Васильева, погибшего во время аварии 1972 года на подводной лодке К-19.